# Olympische Sommerspiele 2020/Radsport – Einzelzeitfahren Straße (Männer)
Das Einzelzeitfahren im Straßenradsport der Männer bei den Olympischen Spielen 2020 in Tokio fand am 28. Juli 2021 statt.
Olympiasieger wurde mit einem Vorsprung von mehr als einer Minute der Slowene Primož Roglič. Die Silbermedaille gewann Tom Dumoulin aus den Niederlanden. Bronze ging an den Australier Rohan Dennis.

## Streckenverlauf
Die Rennstrecke bestand aus einem Rundkurs mit einer Länge von 22,1 Kilometern, den es zweimal zu durchfahren galt, was eine Gesamtlänge von 44,2 Kilometer ergab. Der Höhenunterschied betrug 846 Meter. Start und Ziel war jeweils der Fuji Speedway.

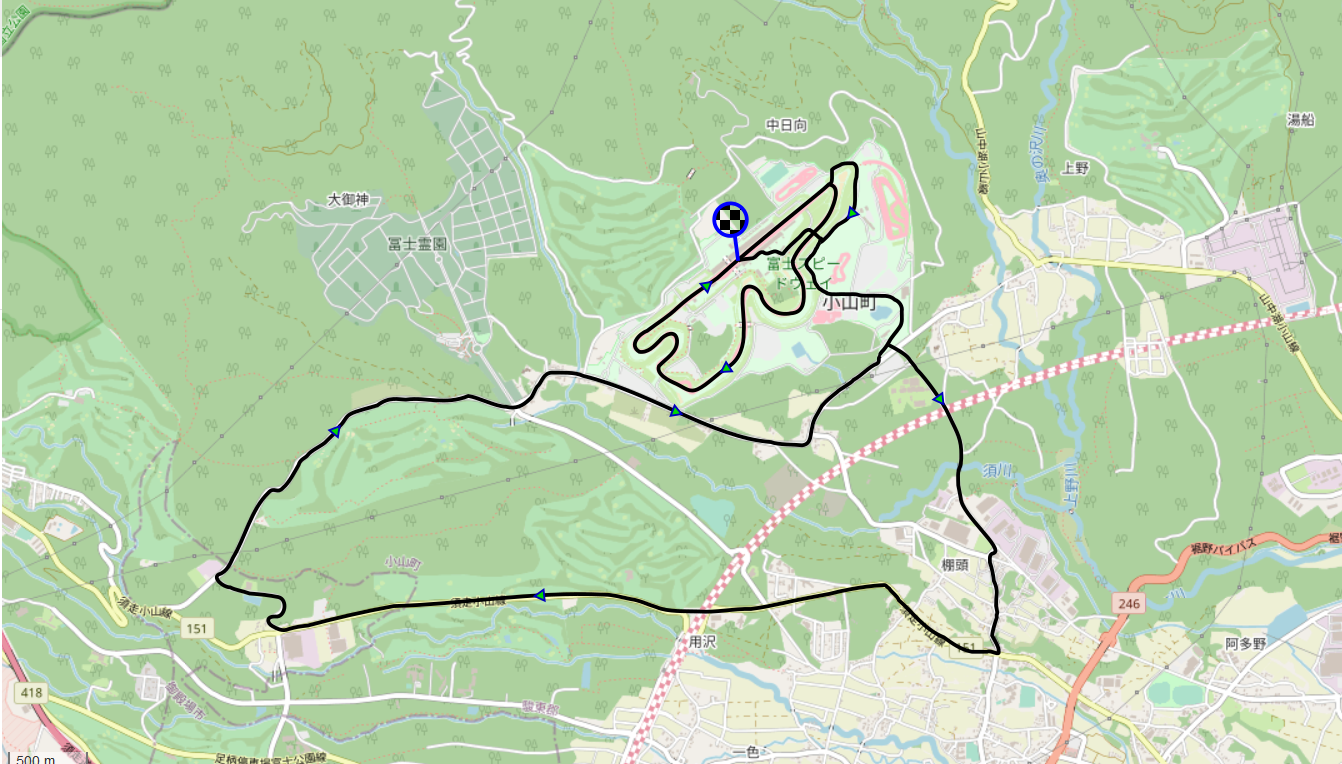
Streckenverlauf des Einzelzeitfahrens

## Titelträger
| Olympiasieger | Fabian Cancellara | Rio de Janeiro 2016 |
| Weltmeister   | Filippo Ganna     | Imola 2020          |

## Ergebnis
28. Juli 2021, Start: 14:00 Uhr Ortszeit (7:00 Uhr MESZ)
| Rang                 | Athlet                  | Nation               | Zeit           |
| -------------------- | ----------------------- | -------------------- | -------------- |
| 1                    | Primož Roglič           | Slowenien            | 55:04,19 min   |
| 2                    | Tom Dumoulin            | Niederlande          | + 1:01,39 min  |
| 3                    | Rohan Dennis            | Australien           | + 1:03,90 min  |
| 4                    | Stefan Küng             | Schweiz              | + 1:04,30 min  |
| 5                    | Filippo Ganna           | Italien              | + 1:05,74 min  |
| 6                    | Wout van Aert           | Belgien              | + 1:40,53 min  |
| 7                    | Kasper Asgreen          | Dänemark             | + 1:48,02 min  |
| 8                    | Rigoberto Urán          | Kolumbien            | + 2:14,50 min  |
| 9                    | Remco Evenepoel         | Belgien              | + 2:17,08 min  |
| 10                   | Patrick Bevin           | Neuseeland           | + 2:20,10 min  |
| 11                   | Alberto Bettiol         | Italien              | + 2:33,87 min  |
| 12                   | Geraint Thomas          | Großbritannien       | + 2:42,42 min  |
| 13                   | Hugo Houle              | Kanada               | + 2:52,27 min  |
| 14                   | Stefan de Bod           | Südafrika            | + 2:52,91 min  |
| 15                   | Maximilian Schachmann   | Deutschland          | + 3:29,62 min  |
| 16                   | João Almeida            | Portugal             | + 3:29,78 min  |
| 17                   | Rémi Cavagna            | Frankreich           | + 3:34,87 min  |
| 18                   | Maciej Bodnar           | Polen                | + 3:42,91 min  |
| 19                   | Nikias Arndt            | Deutschland          | + 3:45,20 min  |
| 20                   | Alexander Wlassow       | ROC                  | + 3:51,21 min  |
| 21                   | Nélson Oliveira         | Portugal             | + 3:55,03 min  |
| 22                   | Tanel Kangert           | Estland              | + 4:01,06 min  |
| 23                   | Tobias Foss             | Norwegen             | + 4:47,49 min  |
| 24                   | Brandon McNulty         | Vereinigte Staaten   | + 4:53,54 min  |
| 25                   | George Bennett          | Neuseeland           | + 5:24,20 min  |
| 26                   | Michael Kukrle          | Tschechien           | + 5:37,36 min  |
| 27                   | Richie Porte            | Australien           | + 5:49,48 min  |
| 28                   | Nicolas Roche           | Irland               | + 6:18,94 min  |
| 29                   | Tao Geoghegan Hart      | Großbritannien       | + 6:40,62 min  |
| 30                   | Toms Skujiņš            | Lettland             | + 7:00,74 min  |
| 31                   | Patrick Konrad          | Österreich           | + 7:00,89 min  |
| 32                   | Alexei Luzenko          | Kasachstan           | + 7:17,48 min  |
| 33                   | Amanuel Ghebreigzabhier | Eritrea              | + 8:18,61 min  |
| 34                   | Lawson Craddock         | Vereinigte Staaten   | + 8:48,80 min  |
| 35                   | Saeid Safarzadeh        | Iran                 | + 10:10,43 min |
| 36                   | Azzedine Lagab          | Algerien             | + 10:17,34 min |
| 37                   | Lukáš Kubiš             | Slowakei             | + 11:21,01 min |
| 38                   | Ahmed Badreddin Wais    | Refugee Olympic Team | + 13:36,27 min |
| Nicht in der Wertung |                         |                      |                |
| –                    | Ion Izagirre            | Spanien              | DNF            |

## Besonderes Vorkommnis
Während des Rennens wurde der deutsche Zeitfahrer Nikias Arndt von dem Radsport-Funktionär Patrick Moster mit den Worten „Hol die Kameltreiber, hol die Kameltreiber, komm“ deutlich hörbar vor laufender Kamera angefeuert. Zu diesem Zeitpunkt fuhren der Eritreer Amanuel Ghebreigzabhier und der Algerier Azzedine Lagab vor Arndt. Moster selbst entschuldigte sich für seine verbale Entgleisung, wobei dies den Betroffenen Azzedine Lagab zu diesem Zeitpunkt nicht überzeugte.
Aufgrund dieser Aussage und des daraus resultierenden Medien Echos wurde er vom DOSB nach Hause geschickt und von der weiteren Teilnahme an den olympischen Wettbewerben ausgeschlossen. Das IOC hatte eine Entscheidung gegen die Fortsetzung seiner Funktion bei den Spielen als notwendig empfunden und den DOSB davon ebenfalls überzeugt. Weitere Konsequenzen sind bislang nicht bekannt. Nach Ansicht des DOSB-Präsidenten Alfons Hörmann verstieß die „rassistische Äußerung“ gegen die olympischen Werte. In der Presse wurde die Aussage als rassistisch gewertet. Der Radsportweltverband sprach eine vorläufige Suspendierung gegen Patrick Moster aus.
Im Vorfeld der Deutschland Tour 2021 kam es zu einer Aussprache zwischen Lagab und Moster. Nach ARD-Übersetzung wertete Lagab Mosters Äußerung als „Irrtum“ und verzieh ihm. Er habe einen ganz anderen Eindruck gewonnen, so dass Lagab Moster glauben könne, dass er kein Rassist ist.